# La Mouette (film, 1970)
Pour les articles homonymes, voir La Mouette.
Pour plus de détails, voir Fiche technique et Distribution.
La Mouette (en russe : Чайка) est un film russe réalisé par Iouli Karassik d'après la pièce de théâtre d'Anton Tchekhov et sorti en 1970.

## Synopsis
Le film de Iouli Karassik reprend les principales lignes de l'œuvre de Tchekhov. L'action se déroule au bord d'un lac dans la propriété de Sorine : ses convives s'apprêtent à assister à la représentation d'une pièce écrite par son neveu, Treplev. L'interprète principale, c'est Nina Zaretchnaïa, dont est éperdument amoureux Treplev. Parmi les invités, des personnalités célèbres comme la mère de Treplev, l'actrice Irina Arkadina, et l'écrivain Boris Trigorine, tous deux amants… Pour Nina comme pour Treplev le spectacle revêt une importance considérable, car, tous deux, rêvent d'une belle carrière. Mais, les spectateurs sont distraits, et Arkadina parle, à voix basse, de décadence. Blessé dans son orgueil, Treplev interrompt la représentation… Ensuite, Treplev, se sentant humilié et déconsidéré, dépose une mouette qu'il vient d'abattre aux pieds de Nina et lui annonce : « Je me tuerai de la même façon. » (Acte II) Plus tard, l'écrivain Trigorine, serrant son carnet, séduit  Nina et confesse à la jeune femme : « Un sujet me vient à l'esprit... celui d'un petit conte : au bord d'un lac vit depuis son enfance une jeune fille... telle que vous. Elle aime ce lac comme une mouette, comme une mouette elle est heureuse et libre. Mais un homme arrive, par hasard, et, par désœuvrement, la fait périr, comme on a fait périr cette mouette. »  C'est, peu après, la séparation, les adieux, en oubliant les discordes avec le gérant. Deux ans plus tard, on se retrouve dans la même demeure. Treplev habite encore là. Celui-ci est, à présent, un écrivain reconnu. On apprend que Nina a vécu un amour déçu avec Trigorine et que sa carrière d'actrice ne lui a guère offert le triomphe escompté…

## Fiche technique
- Titre du film : La Mouette
- Titre original : Чайка
- Réalisation, scénario : Iouli Karassik
- Photographie : Micha Souslov - Couleurs
- Décors : Boris Blank
- Son : Lia Benevolskaïa
- Montage : Maria Kariova
- Musique : Alfred Schnittke
- Production : Mosfilm
- Pays d'origine :  Union soviétique
- Langue originale : Russe
- Durée : 100 minutes
- Dates de sortie : 
  - 1970 en Russie
  - 20 mars 2012 en France

## Distribution
- Alla Demidova : Irina Arkadina Nikolaevna, l'actrice
- Vladimir Tchetverikov : Constantin Gavrilovitch Treplev, son fils
- Nikolaï Plotnikov : Piotr Nikolaïévitch Sorine, son frère
- Lioudmila Savelieva : Nina Zaretchnaïa, la fille d'un riche propriétaire
- Valentina Telitchkina : Macha, la fille du lieutenant en retraite Chamraïev
- Iouri Iakovlev : Boris Alexeïévitch Trigorine, l'écrivain
- Armen Djigarkhanian : Ilya Chamraïev
- Sofia Pavlova : Paulina Andreïévna, l'épouse de Chamraïev
- Sergueï Torkachevski : l'instituteur Medvedenko
- Iefim Kopelyan : le médecin Dorn

## Récompense
- Meilleur direction d'acteurs pour l'adaptation d'un classique de la littérature au Festival international du film de Chicago 1973

## Commentaire
Longtemps inédite en France, l'adaptation russe de Iouli Karassik constitue, selon Cécile Mury, « une belle découverte. » Elle remarque « avant tout, [...] la mouette, l'innocente et idéaliste aspirante actrice (Nina Zaretchnaïa), qui capte le regard. Dans ce rôle, Lioudmila Savelieva, la délicieuse Natacha de Guerre et Paix (1967) de Serge Bondartchouk ».
Bien que le film apparaisse « sage et lumineux, avec ses plans bucoliques, ses intérieurs douillets, son rythme tranquille », les interrogations existentielles sont très présentes dans un récit plutôt « hanté : illusions perdues, frustrations artistiques, douleur chuchotée. »
Le film de Karassik est « l'incarnation d'âmes piégées par la théâtralité de l'existence ; ce monde est montré pour ce qu'il est, un "théâtre où chacun doit jouer son rôle" (William Shakespeare, Le Marchand de Venise, Acte I, scène I). [...] Au lieu d'intrigue intrigante, la structure souligne le renfermement de chacun dans les chaînes des amours impossibles », écrit Eithne O'Neill. Au passage, Iouli Karassik n'omet pas l'expérience cinématographique : « Relevés par le grain du film, le mauve et le rouge foncé d'une robe feraient pâlir d'envie les réalisateurs de films en costume de nos jours. » Et comment ne pas admirer cette « contre-plongée sur les attablés à la Bonnard et la suite de têtes en portrait » qui pourraient être du « pictural pur ? » Eithne O'Neill loue également les tête-à-tête de sourds qui rythment le film et que des acteurs prononcent avec « une diction éblouissante, même pour des non-russophones [...] ».